# Capo di sopra
Il Capo di sopra (su Cab'e susu in sardo) è stato una macroarea amministrativa della Sardegna, coincidente sostanzialmente con le attuali province di Sassari, Nuoro e la parte settentrionale di quella di Oristano, ovvero la Sardegna centro-settentrionale avente come polo urbano di riferimento Sassari, in opposizione al Capo di sotto o Cab'e josso con polo a Cagliari. Questa divisione risale storicamente alla dominazione catalano-aragonese ed alla divisione amministrativa dell'isola nei due grandi settori operata nel 1355, il "capo di Logudoro" (caput Logudori) e quello "di Cagliari e Gallura" (caput Calaris et Gallure).
In alcune zone della Sardegna come l'Oristanese e il Barigadu, tuttavia, con il nome Cab'e susu si intende normalmente la Barbagia e il Nuorese, piuttosto che il nord Sardegna, volendo quindi indicare delle zone con un'ubicazione geografica "più elevata" relativamente all'altitudine piuttosto che alla latitudine.
Un abitante di una delle zone indicate come Cab'e susu è chiamato in sardo cabesusesu, mentre non esiste un sostantivo equivalente per definire un individuo del Capo di sotto o Cab'e josso, che viene invece genericamente indicato come campidanesu in riferimento al Campidano.